# Håkan Rylander
Lars Håkan Olof Rylander, född 5 december 1921 i Länghem, Älvsborgs län, död 4 juni 1986 i Stocksund, var en svensk skådespelare och regissör.
Rylander bedrev teaterstudier för Manda och Renée Björling samt för Karl Nygren Kloster. Han har huvudsakligen varit verksam vid teatern samt ett antal roller för TV-teatern. 

## Regi
- 1981 – Missbruk beivras

## Filmografi roller i urval
- 1953 – Flickan från Backafall
- 1964 – Henrik IV

## Teater

### Roller (ej komplett)
| År   | Roll               | Produktion                                               | Regi             | Teater                   |
| ---- | ------------------ | -------------------------------------------------------- | ---------------- | ------------------------ |
| 1950 |                    | Lycklig som Larry Donagh MacDonagh                       | John Zacharias   | Helsingborgs stadsteater |
| 1950 | Sångaren           | Vävaren i Bagdad Hjalmar Bergman                         | Keve Hjelm       | Helsingborgs stadsteater |
| 1951 | Charles Dupont     | Inte för er, mina damer Sacha Guitry                     | John Zacharias   | Helsingborgs stadsteater |
| 1951 | Lelio              | Hus med dubbel ingång Pedro Calderón de la Barca         | John Zacharias   | Helsingborgs stadsteater |
| 1951 | Lord Battersby     | Lorden från gränden L. Arthur Rose och Noel Gay          | Nils Poppe       | Helsingborgs stadsteater |
| 1952 | Löjtnant Granger   | Måsar över Sorrento Hugh Hastings                        | John Zacharias   | Helsingborgs stadsteater |
| 1952 | Jeronimus          | Erasmus Montanus Ludvig Holberg                          | John Zacharias   | Helsingborgs stadsteater |
| 1952 | Escargasse         | Bröllopet på Seine Marcel Achard                         | Ingrid Luterkort | Helsingborgs stadsteater |
| 1952 | Rödmyran           | Komedin om oss myror Samuel Spewack                      | John Zacharias   | Helsingborgs stadsteater |
| 1952 | Lille Inspicienten | Jag vill kärleken Jean Anouilh                           | Ingrid Luterkort | Helsingborgs stadsteater |
| 1953 | Mr de Pinna        | Komedin om oss människor Moss Hart och George S. Kaufman | Ingrid Luterkort | Helsingborgs stadsteater |
| 1953 | Herr de Cracheton  | Apollon från Bellac Jean Giraudoux                       | Gunnar Olsson    | Helsingborgs stadsteater |
| 1953 | Dujardin           | Ett huvud kortare Marcel Aymé                            | John Zacharias   | Helsingborgs stadsteater |